# Priester des Heiligsten Herzens Jesu

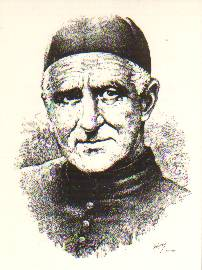
Michel Garicoits

Die Genossenschaft der Priester des Heiligsten Herzens Jesu, auch bekannt als Priester von Bétharram (lat.: Societas Presbyterorum Sanctissimi Cordis Iesu de Bétharram), ist eine Genossenschaft katholischer Priester. Das Ordenskürzel der Kongregation lautet S.C.I. di Béth. (auch SCJBeth oder SCJ).

## Geschichte
Die Priestergenossenschaft wurde 1834/35 von dem baskischen Priester Michael Garicoits (1797–1863) gegründet und sollte nach seinen Vorstellungen im Schul- und Erziehungsbereich tätig sein. Anfänglich hatte die Gründung mit Widerständen zu kämpfen, da sie nicht von allen maßgeblichen Personen der Diözese Bayonne gutgeheißen wurde. Erst am 30. Juli 1875 – zwölf Jahre nach dem Tod des Gründers – erhielt sie ein Decretum laudis und am 5. September 1877 die kirchliche Anerkennung, die am 6. September 1901 mit der Approbation als Institut päpstlichen Rechts bestätigt wurde. Das Mutterhaus befindet sich in Lestelle-Bétharram in Frankreich, der Wirkungsstätte des Gründers. Zur Ausbreitung der Gemeinschaft außerhalb Frankreichs kam es in Reaktion auf Anfragen aus Missionsländern, aber auch bedingt durch historische Rahmenbedingungen wie der Ausweisung katholischer Ordensgemeinschaften aus Frankreich 1879. Schon zu Lebzeiten des Gründers fassten die Priester von Bétharram in Argentinien und Uruguay Fuß, wo sich bis heute ein wichtiger regionaler Schwerpunkt der Gemeinschaft befindet. Auch ins Heilige Land breitete sie sich schon Ende der 1870er Jahre aus, was der Orden vor allem dem Zusammenwirken mit Unbeschuhten Karmelitinnen verdankt, die 1875 vom französischen Baskenland aus zu Gründungen nach Bethlehem und Nazareth aufbrachen und von Bétharram-Priestern begleitet wurden.

## Heutige Verbreitung
Die Genossenschaft ist in drei Regionen eingeteilt und hat Niederlassungen in ca. 14 Ländern, neben Frankreich namentlich in Spanien, in Italien, im Heiligen Land (Israel, Palästina, Jordanien), in der Elfenbeinküste und in der Zentralafrikanischen Republik (so genannte frankophone Region, St. Michael Garicoïts), im Vereinigten Königreich, in Indien und Thailand (so genannte anglophone Region, St. Miriam of Jesus Crucified) sowie in Lateinamerika (Argentinien, Uruguay, Paraguay und Brasilien, Region Fr. Auguste Etchécopar). Die Generalkurie hat ihren Sitz in Rom. Seit 2005 ist Gaspar Fernández Pérez der Generalsuperior der Gemeinschaft.

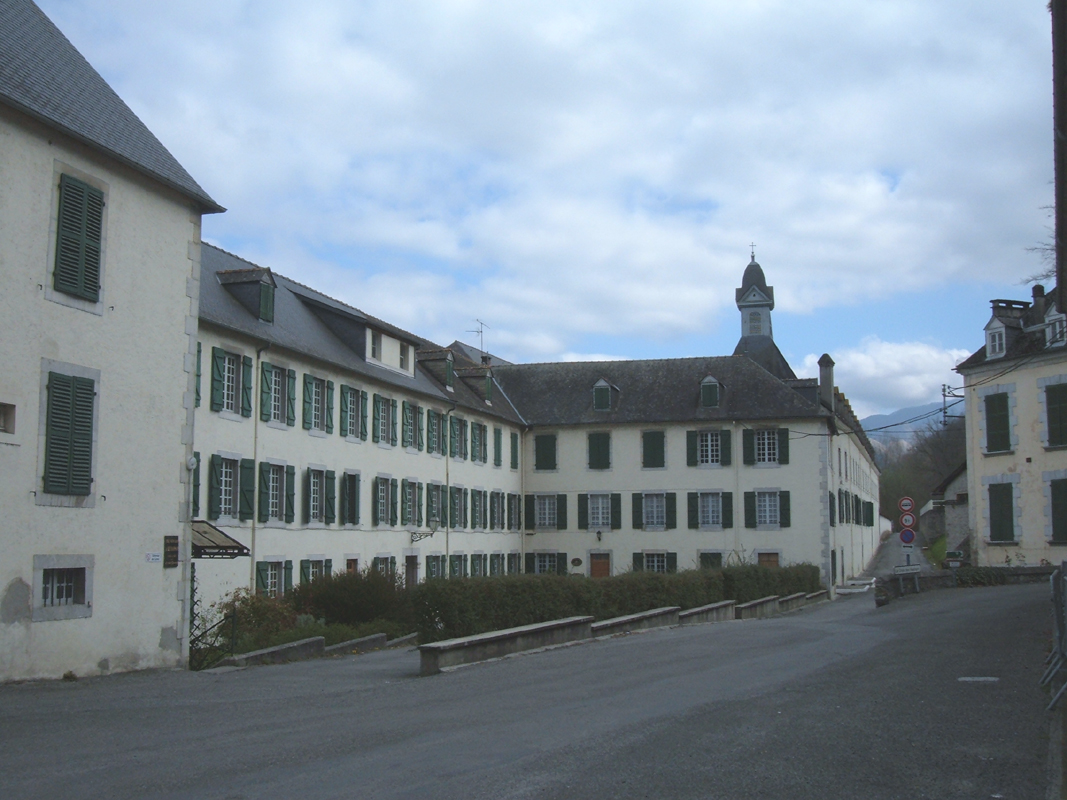
Schule in Bétharram, gegründet 1837

Die Patres von Bétharram leben in kleinen Kommunitäten von drei oder vier Mitgliedern und widmen sich hauptsächlich der Seelsorge, insbesondere der Volksmission und der Erziehung. Heute hat die Genossenschaft etwa 300 Mitglieder (darunter Priester und Laienbrüder).

## Liste der Generalsuperioren
- Michel Garicoïts (1841–1863)
- Jean Chirou (1863–1873)
- Auguste Etchécopar (1873–1897)
- Victor Bourdenne (1897–1909)
- Pierre Estrate (1909–1910)
- Hippolyte Paillas (1911–1935)
- Denis Buzy (1935–1958)
- Joseph Mirande (1958–1969)
- Giovanni Trameri (1969–1975)
- Pierre Grech (1975–1987)
- Terence Sheridan (1987–1993)
- Francesco Radaelli (1993–2005)
- Gaspar Fernández Pérez (2005–2017)
- Gustavo Agín (seit 2017)